# Ваганово (Буйский район)
Ваганово — деревня в Буйском районе Костромской области. Входит в состав Барановского сельского поселения.

## География
Находится в западной части Костромской области на расстоянии приблизительно 9 км на восток по прямой от районного центра города Буй.

## История
В 1872 году здесь было учтено 3 двора, в 1907 году — 27.

## Население
Постоянное население составляло 46 человек (1872 год), 126 (1897), 161 (1907), 3 в 2002 году (русские 100 %), 1 в 2022.